# Bitwa pod Gródkiem Jagiellońskim
Bitwa pod Gródkiem Jagiellońskim miała miejsce 29 września 1655 roku podczas wojny polsko-rosyjskiej 1654-1667.

## Przebieg
W sierpniu 1655 roku na tereny kontrolowane przez armię koronną wkroczyła kilkudziesięciotysięczna armia rosyjsko-kozacka dowodzona przez Wasyla Szeremietewa i Bohdana Chmielnickiego. Próbował im się przeciwstawić hetman wielki koronny Stanisław Rewera Potocki, mający przy sobie zaledwie kilka tysięcy jazdy, w tym znaczny procent lekkich chorągwi tatarskich. Ze względu na dużą dysproporcję sił wojska polskie były w stanie jedynie opóźniać marsz nieprzyjaciela, który systematycznie spychał je na zachód. Idąca przodem jazda rosyjska zmusiła cofającą się jazdę koronną do bitwy na groblach leżących wśród błot i stawów w pobliżu Gródka Jagiellońskiego. Gdy Polacy odparli natarcie rosyjskiej rajtarii, sami przeszli do ataku. Spowodowało to, że dostali się między dwie kolumny piechoty zaporoskiej, która tym sposobem znalazła się na obu skrzydłach atakującej jazdy polskiej. Zaskoczony nagłym pojawieniem się Zaporożców hetman Potocki natychmiast nakazał swym oddziałom odwrót. Początkowo wojska Potockiego wycofywały się zachowując należyty porządek, jednak wieść o zbliżających się szybko nowych siłach nieprzyjacielskich zmieniła spokojny odwrót w paniczną ucieczkę. Potockiemu udało się częściowo opanować panikę w swych oddziałach w okolicach miasteczka Bruchnal. Tam część polskich sił, które nie uległy rozproszeniu, próbowała stawić czoło nadciągającym siłom rosyjsko-kozackim. Walka była zacięta, ale ogromna i wciąż narastająca różnica sił zdecydowała o zwycięstwie Rosjan i Kozaków. Według uczestnika wydarzeń Mikołaja Jemiołowskiego hetman wielki dał podczas tej walki przykład wielkiego męstwa, a od utraty życia uchroniła go interwencja zaufanego żołnierza Modrzejowskiego i rotmistrza tatarskiego Kryczyńskiego.
W ręce zwycięskich Rosjan i Kozaków dostał się cały tabor wojsk koronnych, które ścigane były aż pod Jaworów. Pościg przerwały ostatecznie zapadające ciemności. Po tym zwycięstwie Rosjanie i Kozacy oblegli Lwów, który musiał się okupić a następnie zdobyli Lublin i dotarli aż do Wisły w okolicach Kazimierza i Puław. Hetman wielki Stanisław Rewera Potocki, chcąc uratować resztki swych sił przed ostateczną zagładą 28 października 1655 roku poddał się królowi Szwecji Karolowi Gustawowi.